# Рыба и картофель фри

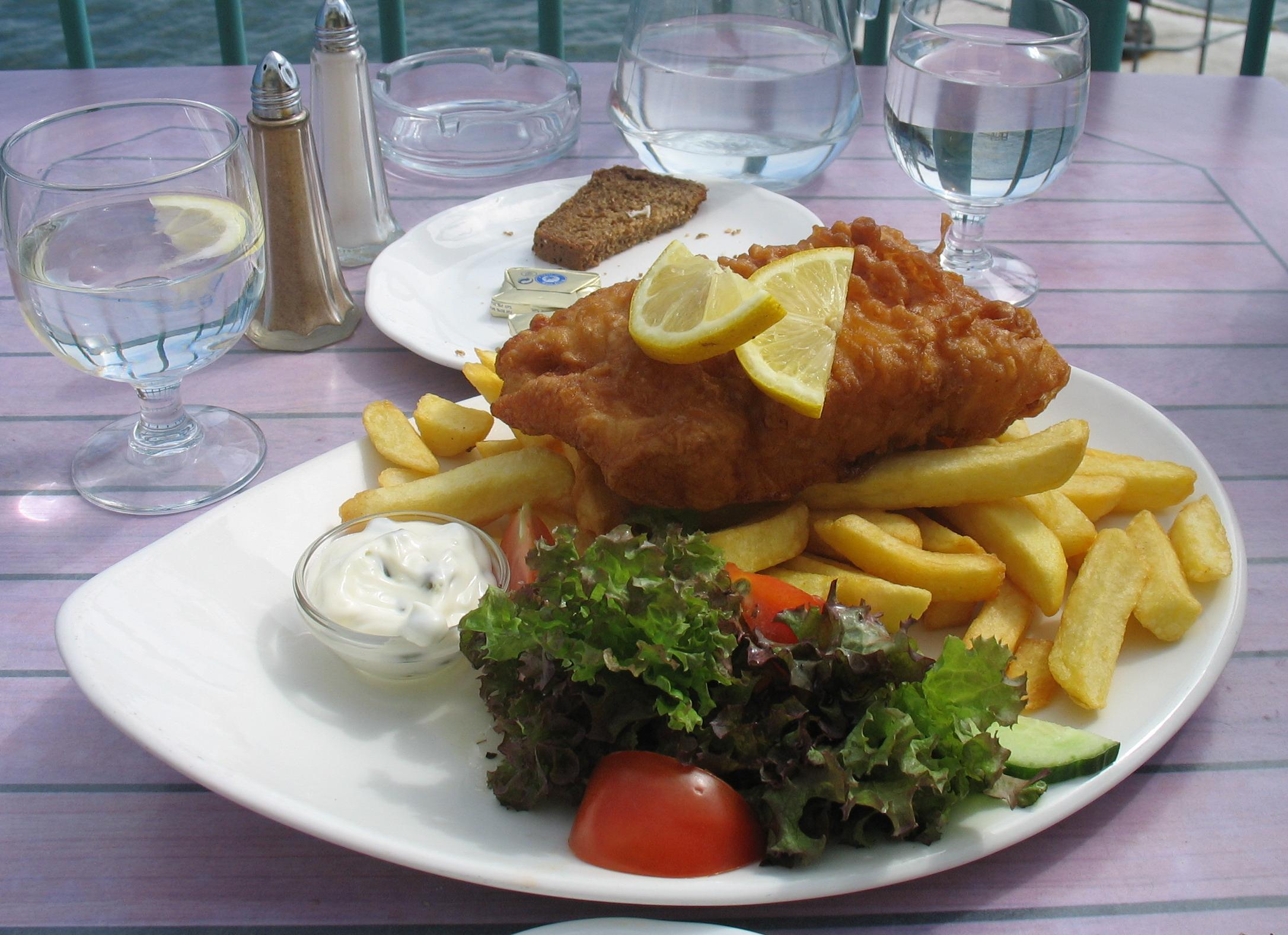
Рыба и картофель фри, поданные с лимоном, зеленью и соусом тартар

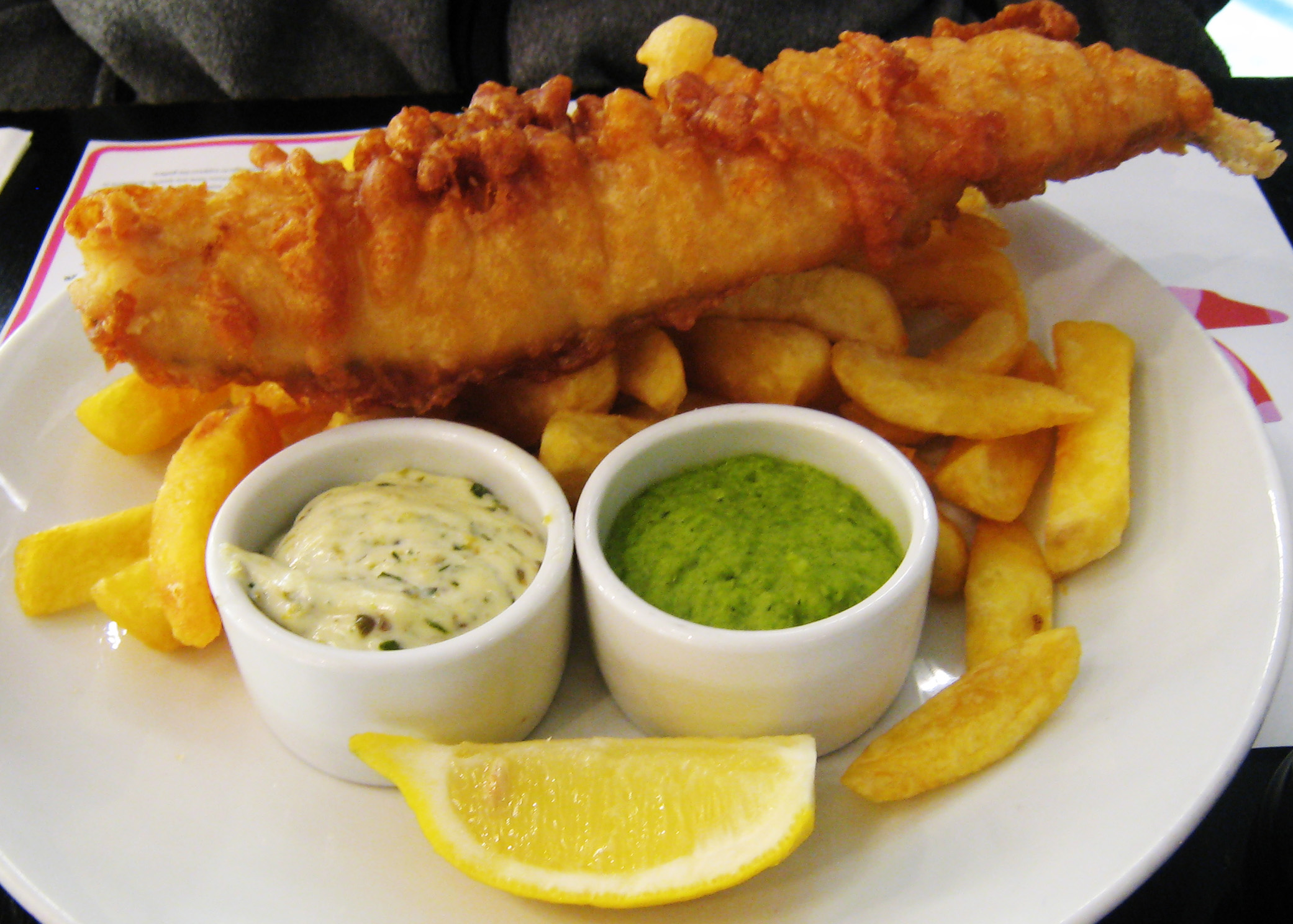
Рыба и картофель фри с гороховым пюре

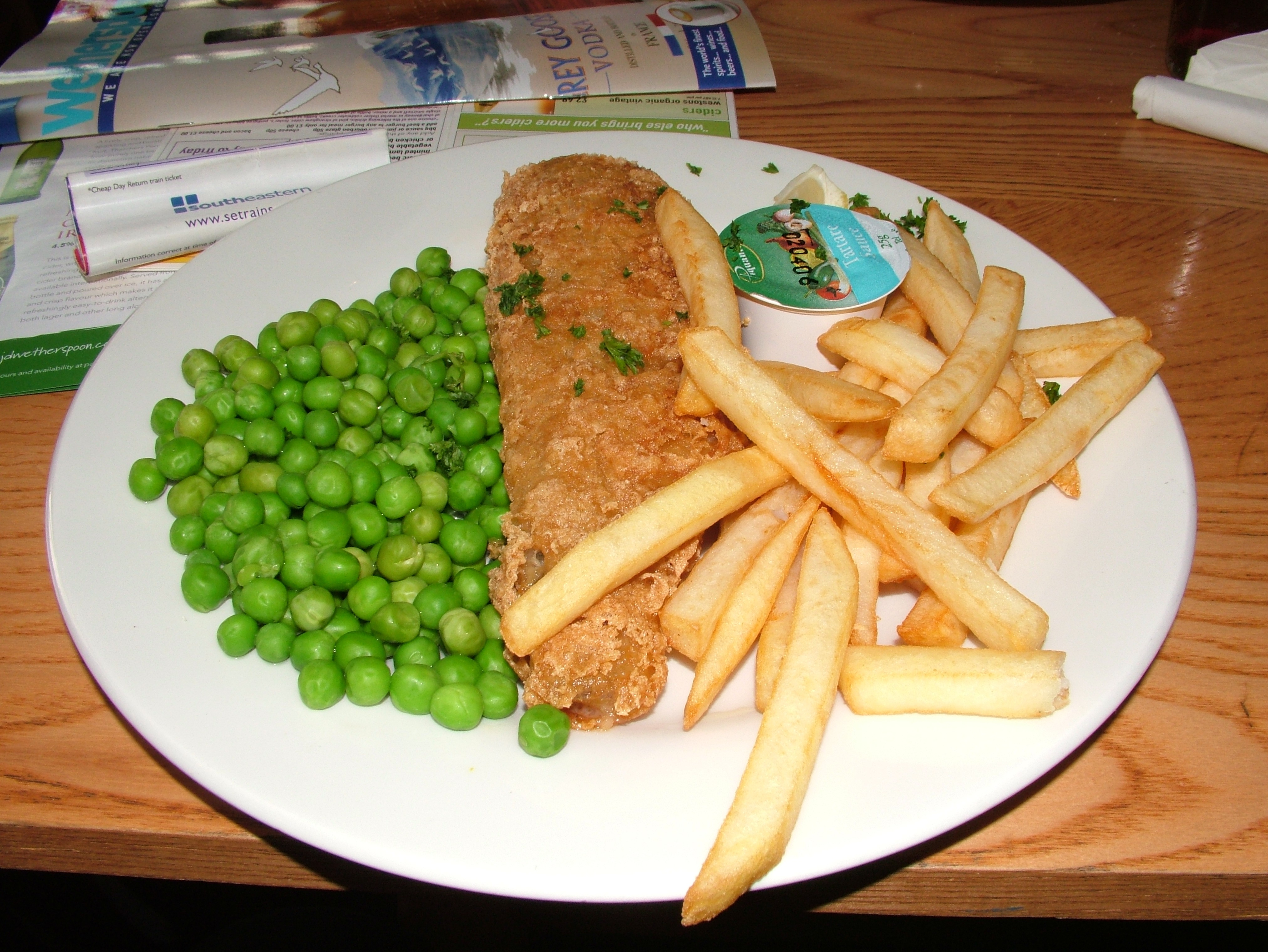
Рыба с картофелем фри и зелёным горошком

Ры́ба и карто́фель фри, или ры́ба и чи́псы (англ. Fish and Chips, в Северной Америке — Fish and Fries; в русском языке также используется транслитерация фиш-энд-чипс) — блюдо британской кухни, представляющее собой рыбное филе (в большинстве случаев используется мясо трески) в кляре, жаренное во фритюре и сервированное с картофелем фри крупными ломтиками или картофельными чипсами.
Изначально завезено в Британию евреями-сефардами с Пиренейского полуострова, но, как быстрый перекус для портовых докеров Лондона, быстро завоевало популярность среди городского рабочего населения.
Считается неофициальным национальным блюдом Великобритании и является неотъемлемой составляющей британской кухни.

## Приготовление

### Рыба
Первое место среди рыбы, используемой для данного блюда, традиционно занимает треска, но годятся и другие сорта рыбы с белым мясом: пикша, мерлан, сайда, камбала. Важное условие, чтобы рыба была свежей. Рано утром её закупают на рыбном рынке.
Для приготовления теста используется мука, разрыхлитель теста и тёмное английское пиво (эль). Все компоненты перемешиваются до консистенции густого блинного теста. Филе рыбы нарезается кусочками толщиной 2—3 см, посыпается кукурузным крахмалом и окунается в тесто. Затем куски рыбы обжариваются в кипящем растительном масле при температуре 190 °C до тех пор, пока они не приобретут золотисто-коричневый оттенок. Внутри кусочки рыбы должны оставаться сочными. В закусочных знаком качества считается одновременное приготовление не более 4—5 кусочков филе, чтобы каждый посетитель мог получить свежеприготовленную порцию. Блюдо подаётся горячим.
Отпавшие кусочки теста, плавающие во фритюре, иногда собираются и в конце дня подаются на гарнир. Блюдо называется Scraps&Chips, но имеет сомнительную репутацию.

### Картофель фри
Очищенный картофель нарезается брусочками 1,5х8 см. Перед приготовлением нарезанные куски картофеля на некоторое время опускаются в холодную воду, чтобы удалить избыточный крахмал. Затем просушенный картофель распределяют в один слой в сите и опускают в горячий жир или масло. Оптимальная температура приготовления составляет 185 °C. Картофель готов через 4—6 минут, когда кусочки приобретут золотисто-жёлтый оттенок и поджаристую, мягкую корочку. Картофель не должен быть жёстким или слишком тёмного цвета. При домашнем приготовлении картофель заворачивают в бумагу, чтобы снизить содержание жира, а затем ещё раз опускают во фритюр на 2—3 минуты.
В Южной и Центральной Англии, а также в Западной Шотландии картофель подают с солью и солодовым уксусом, а в Северной и Восточной Шотландии — с солью и чаберным соусом.

### Гарнир
Гарнир к рыбе с картофелем — гороховое пюре, маринованный лук, маринованные огурцы или тушёная в томатном соусе фасоль. Дополнение к этому блюду — большая кружка чая. В Англии закусочные «Fish&Chips» не имеют лицензии на продажу алкогольных напитков.

## Культура потребления
Хотя рыбу и картофель фри несложно приготовить в домашних условиях, всё-таки данное блюдо относится к системе общественного питания. Оно продаётся в уличных кафе навынос. Традиционно это небольшие кафе или закусочные, чаще всего семейного типа. Тем не менее рыбу с картофелем можно найти и в меню дорогих ресторанов и пабов. Существует даже целая ресторанная сеть, специализирующаяся на этом блюде, — «Harry Ramsden’s».
В прошлые времена рыбу с картошкой продавали завёрнутыми во вчерашний номер бульварной газеты и ели руками. Сейчас эти традиции исчезли.

## История

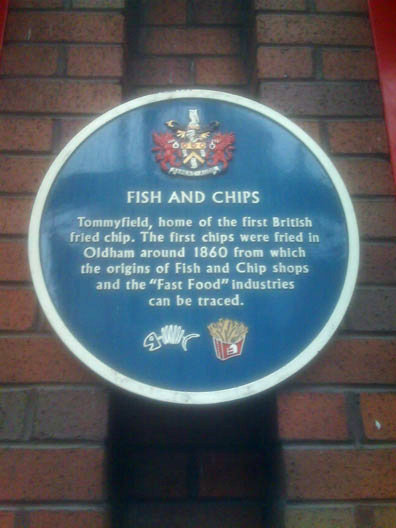
Олдхэм — первая закусочная «Fish&Chips» в Англии

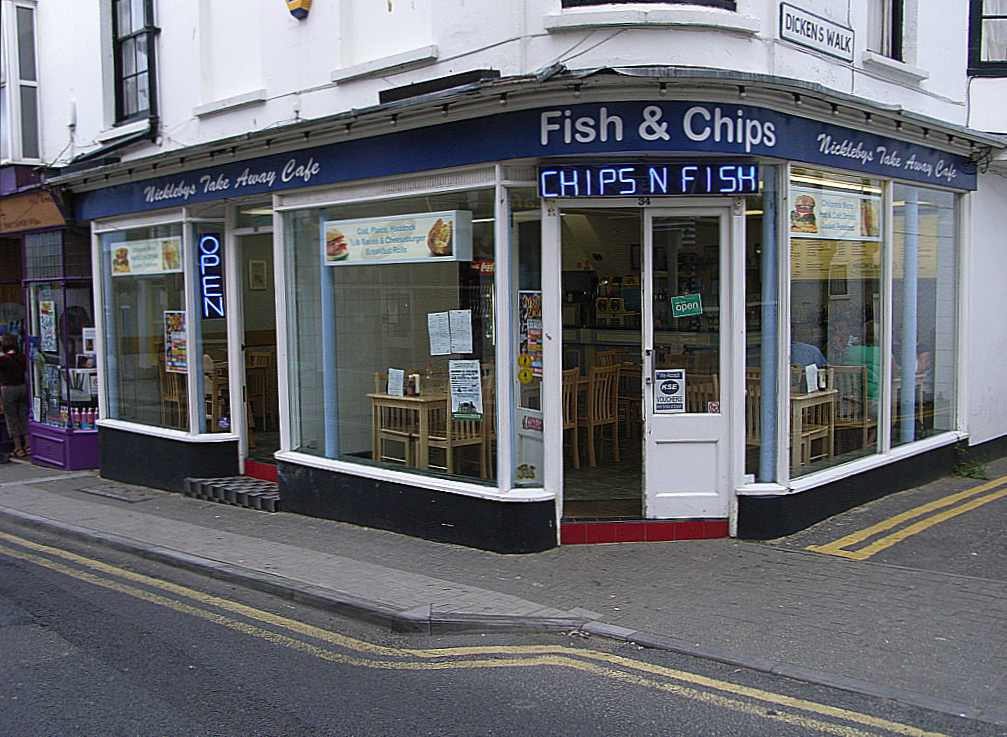
«Fish&Chips»

Это блюдо стало «традиционным английским» только в XIX веке. Основой его успешного продвижения были маленькие семейные предприятия, традиционно продававшие различную снедь на улицах Лондона и других крупных городов Северной Англии. Лондон со дня своего основания был центром торговли рыбой, а на севере основным продуктом питания был картофель. Тем не менее, сначала обжаривали не картофельные ломтики, а кусочки хлеба. Впрочем, с ростом потребления блюда и сокращением запасов белого хлеба его постепенно сменил картофель, что было, впрочем, на пользу блюду, ставшему популярной национальной едой.
Первые закусочные фиш-энд-чипс открылись в Восточном Лондоне в 1860 году, а затем распространились по всей стране. К 1900 году в Великобритании насчитывалось уже более 30 000 закусочных, объединившихся затем в Национальную федерацию фритюрщиков. Во время Первой мировой войны это недорогое, питательное блюдо помогло избежать голода в самых бедных социальных слоях страны.
Во время Второй мировой войны это блюдо не выдавалось по карточкам, в отличие от большинства продуктов и было включено в рацион питания войск. Эвакуированных в сельскую местность горожан также кормили им, развозя на специальном грузовике.
Только ближе к концу XX века блюдо утратило былую популярность. Рыбу и картошку сменили различные кебабы, шаурма и сосиски карри. Несмотря на это, в Великобритании ежегодно используется для приготовления фиш-энд-чипс 60 000 т рыбы и 500 000 т картофеля.
Рыба с картошкой фри находит всё больше и больше своих приверженцев. Сейчас закусочные фиш-энд-чипс существуют в Ирландии, Канаде, Австралии, Новой Зеландии, Южной Африке, США, Китае и даже в Омане. Ежегодно в августе в итальянском городе Барга проводится фестиваль «Fish&Chips» в знак дружбы с Великобританией.